# Picanço-real

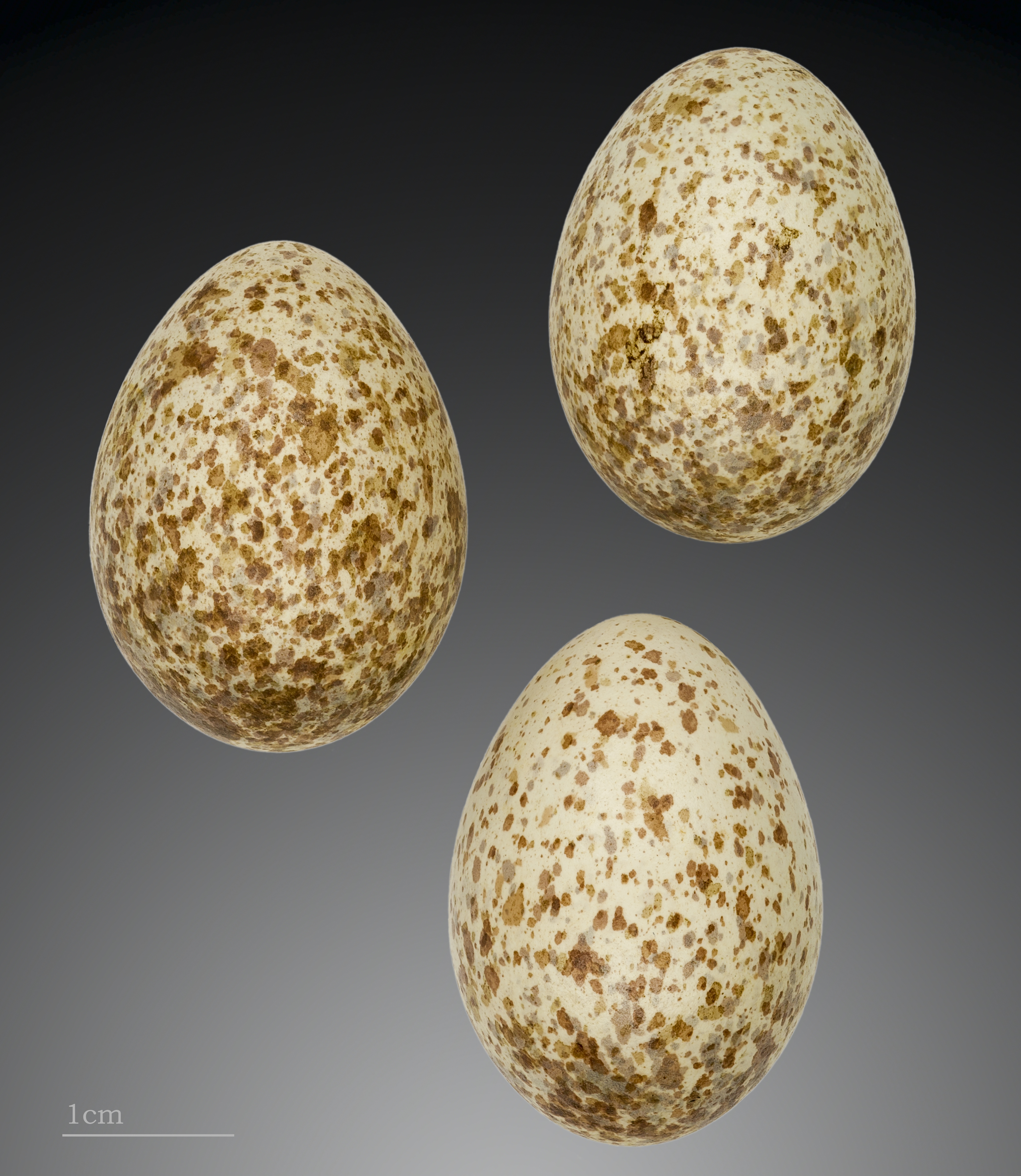
Lanius meridionalis - MHNT

Picanço-real ou picanço-real-meridional (Lanius meridionalis) é uma ave da ordem dos Passeriformes com cerca de 25 cm de comprimento.
As partes superiores são acinzentadas, com asas e cauda preta. Quando observado à distância, as partes inferiores parecem mais escuras, excetuando o peito. Quando observado mais de perto pode-se frequentemente observar o peito, barriga e flancos tingidos de cor rosa. Um supercílio estreito de cor branca contrasta com a máscara facial de cor preta e a colorida coroa ardósia. Apresenta ainda uma mancha branca na asa restrita às primárias. Ambos os sexos são semelhantes e os juvenis são muito similares aos adultos sendo todavia, mais pálidos.
A espécie ibérica (L. meridionalis) apresenta dimensões e aspecto geral idênticos ao do picanço-grande (L. excubitor), do norte da Europa sendo todavia mais escuros.
Alimenta-se de outras aves e de pequenos mamíferos.